# Milan Srňanský
Milan Srňanský (* 12. března 1957) je bývalý slovenský fotbalista.

## Fotbalová kariéra
V lize hrál za Plastiku Nitra. V československé lize nastoupil ve 48 utkáních a dal 2 góly.

## Ligová bilance
| Ročník                                   | Zápasy | Góly | Klub           |
| ---------------------------------------- | ------ | ---- | -------------- |
| 1. československá fotbalová liga 1981/82 | 4      | 0    | Plastika Nitra |
| 1. československá fotbalová liga 1982/83 | 25     | 2    | Plastika Nitra |
| 1. československá fotbalová liga 1983/84 | 19     | 0    | Plastika Nitra |
| CELKEM                                   | 48     | 2    |                |